# Chiesa di Sant'Elena (Venezia)
La chiesa di Sant'Elena è un edificio religioso della città di Venezia, situato nel sestiere di Castello, all'estremità orientale della città.

## Storia
Eretta sull'omonima isola, un tempo ben distinta dal resto della città (prima di allora l'estremità orientale di Venezia era la punta di Sant'Antonio,  ovvero gli attuali Giardini), Sant'Elena si affaccia ora su un'estesa area bonificata nell'Ottocento.

La prima cappella dedicata a Sant'Elena imperatrice (ovvero Flavia Giulia Elena, madre di Costantino I) fu edificata nel 1028 ed affidata agli agostiniani, i quali vi costruirono accanto anche un convento. Nel 1211 il monaco agostiniano Aicardo portò a Venezia da Costantinopoli il presunto corpo dell'imperatrice. In seguito gli agostiniani inglobarono la cappella in una chiesa più grande.

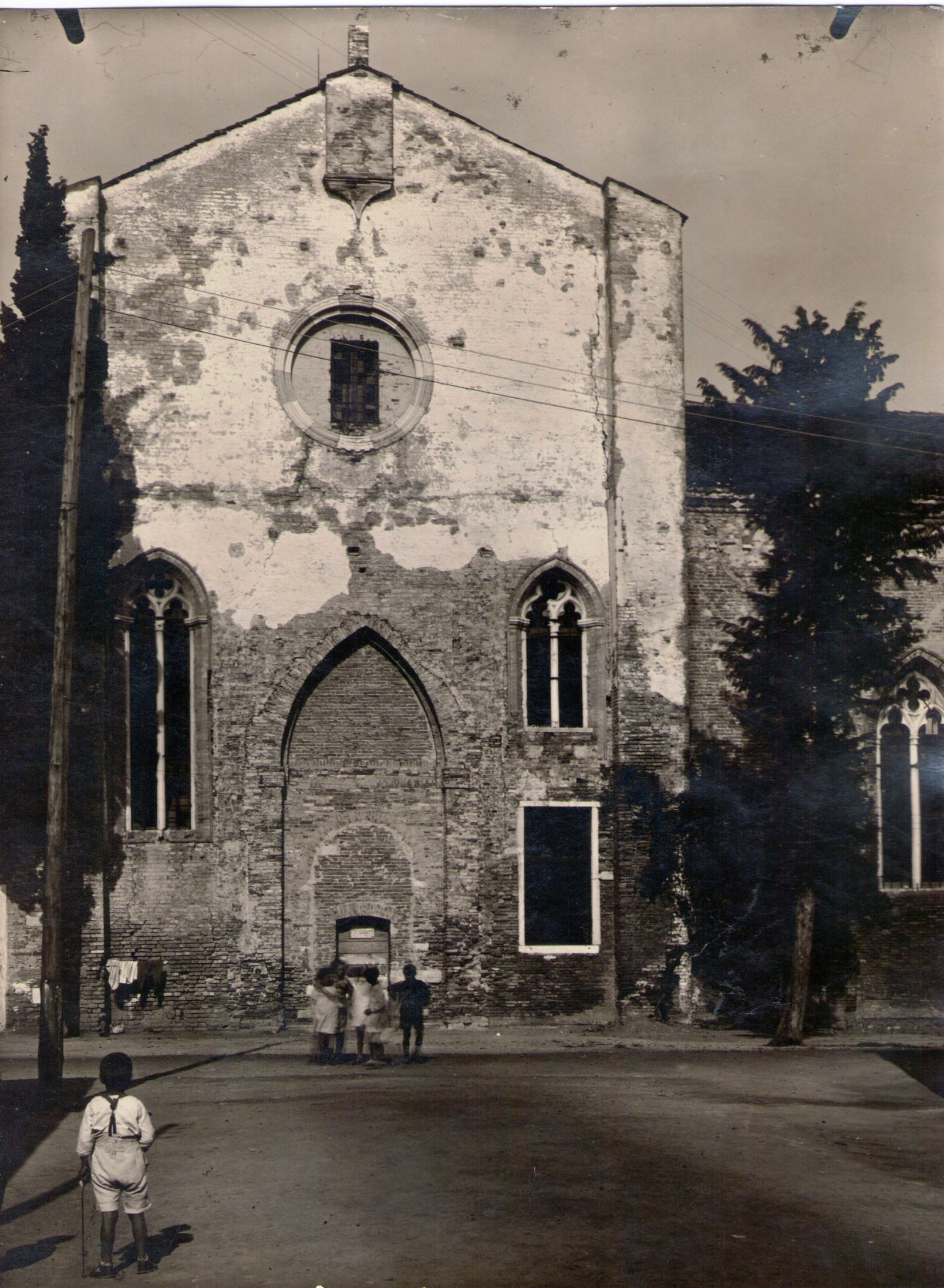
1927 circa: la chiesa prima del restauro del 1928/1929.

 Nel 1407 il convento e la chiesa passarono ai monaci benedettini olivetani, che la riedificarono nel 1439. Un secolo dopo, nel 1515, la chiesa fu consacrata dal vescovo di Aleppo e divenne un importante centro religioso, con vaste proprietà e notevoli opere d'arte.
Ogni anno il giorno dell'Ascensione, a Venezia si celebra lo "Sposalizio col mare", una cerimonia ancora viva conosciuta come "Festa della Sensa".
La mattina della festa il patriarca col clero si recava in gondola all'isola di sant'Elena e veniva accolto dai monaci olivetani e dall'abate che gli offriva un mazzo di rose. Sul sagrato si benediceva l'acqua lustrale che serviva a benedire l'anello per la cerimonia dello Sposalizio. Nel frattempo si offriva nel chiostro al patriarca e ai cinque dignitari del suo seguito uno strano rinfresco a base di castagne secche crude e come bevanda solo acqua.
All'arrivo del doge sul bucintoro il patriarca si univa al corteo acqueo portando con sé l'acqua benedetta e tutti proseguivano verso il Lido dove, alle bocche di porto di San Nicolò avveniva la cerimonia dello Sposalizio.
Sotto la dominazione napoleonica, nel 1810, la chiesa fu sconsacrata. L'urna di Sant'Elena fu trasportata nella basilica di San Pietro di Castello ed il portale rinascimentale fu ricostruito sulla facciata della chiesa di Sant'Aponal.
La chiesa fu riaperta al culto nel 1928 ed affidata all'Ordine dei Servi di Maria. Negli anni successivi l'urna di Sant'Elena fu riposta nuovamente all'interno dell'edificio sacro, fu ricostruito il campanile su progetto dell'ingegner Forlati. Venne pure ricollocato il portale originario. Non fu invece ricollocata la pala originaria dell'altar maggiore che raffigurava l'Adorazione dei Magi con Sant'Elena, opera di Jacopo Palma il Vecchio, che fu trafugata in epoca napoleonica ed è ora collocata presso la Pinacoteca di Brera. Nell'ottobre 2016 i frati serviti lasciarono definitivamente la parrocchia e la chiesa affidandole ai sacerdoti salesiani, già presenti nelle vicine parrocchie di Castello.

## Descrizione
La chiesa è di stile gotico, la stretta facciata a capanna è chiusa agli angoli da robuste paraste e bordata da archetti pensili trilobati; abbastanza anomala è la sporgenza al vertice della facciata, simile a una parasta pensile.
Le finestre traforate a bifora, e il rosone bicolore centrale appaiono gotiche, mentre il portale risale al 1467 ed è in stile rinascimentale. Il portale, qui ricollocato nel 1929, contiene all'interno dell'arcata il monumento al capitan da mar Vettore Cappello, opera di Niccolò di Giovanni Fiorentino, già attribuito ad Antonio Rizzo. Interessante, nell'ambito del primo rinascimento veneziano, ne è anche la struttura architettonica con le sue colonne rudentate impostate su alti basamenti a sostenere la trabeazione e l'archivolto entrambi decorati con una ricercata successione di modantaure all'antica e soffittate con cassettoni a rosoni.
La chiesa è ad una sola navata, con volte a crociera incatenate dagli originali tiranti lignei scolpiti a tortiglione e sostenuti da barbacani. L'abside è poligonale a sette lati con finestre traforate a doppie bifore sovrapposte, ma rifatte nel Novecento. Sul lato destro si aprono due cappelle, una eretta nel 1418-20, dedicata alla santa titolare, l'altra usata come sagrestia, costruita dai Giustinian, è dedicata al Crocifisso.
Dall'interno sono scomparsi, senza lasciare tracce se non in letteratura e negli archivi, le numerose lastre tombali, tra cui quelle con le figure gisant di Pietro e Jacopo Loredan e l’articolato monumento sepolcrale di Bonromeo Borromeo. Così anche il septo marmoreo (simile a quello dei Frari) che racchiudeva gli stalli del coro monastico scolpiti e intarsiati con 34 vedute di città da Sebastiano da Rovigno probabilmente con qualche autorevole intervento di Giovanni da Verona. Ai due erano anche dovuti gli armadi della sagrestia scomparsi assieme al pavimento in maiolica reiteratamente con le insegne dei Giustinian. Ugualmente sparita è la cantoria con le partizioni del parapetto dipinte assieme alle portelle dell'organo.

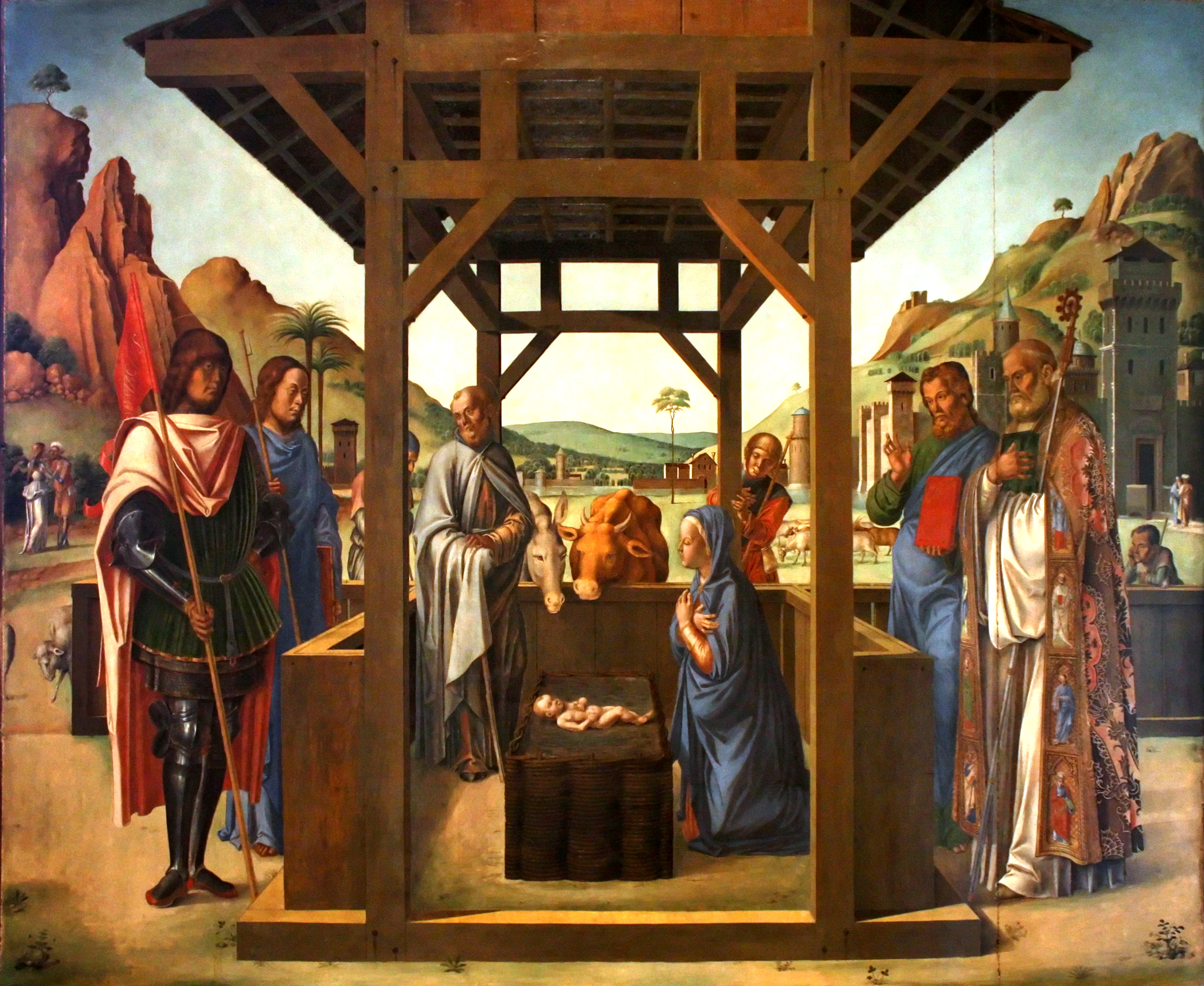
Lazzaro Bastiani, Natività, Venezia, Gallerie dell'Accademia

Delle centodue pitture elencate a seguito della soppressione nel 1807 per il trasferimento al demanio o al Viceré poche rimangono. Sono oggi alle Gallerie dell'Accademia il polittico dell'Assunzione della Vergine con i santi Elena, Giovanni Battista, Benedetto ed Elisabetta di Jacopo Moranzone, la Natività di Lazzaro Bastiani  e il Polittico di Sant'Elena di Michele di Matteo mentre la pala dell'altar maggiore, l'Adorazione dei Magi con sant'Elena di Palma il Vecchio, si trova alla Pinacoteca di Brera.
La pala d'altare oggi visibile è una replica di quella "neogotica" presente nella chiesa dei Sette Santi Fondatori dell'Ordine dei servi di Maria a Firenze.
Un basso campanile coronato da una cupoletta fu eretto nel 1558, ma venne abbattuto quando la chiesa fu sconsacrata, per poi venir ricostruito nel 1955. Ha un'altezza di 52 m e contiene un poderoso concerto di 6 campane alla veronese in scala diatonica di Si2 maggiore, fuse dalla fonderia Colbachini di Padova nel 1958. Fu consacrato dal cardinal patriarca Roncalli, divenuto poi papa Giovanni XXIII. È presente anche un altro bronzo che funge da campanello di richiamo, fuso dalla fonderia Cavadini di Verona. Il concerto è per dimensioni il terzo più grande di Venezia dopo quello del Campanile di San Marco e di San Francesco della Vigna.

## Il complesso conventuale
In seguito alla sconsacrazione del 1807 il monastero degli olivetani fu in parte demolito, quindi, dopo che nella vicina chiesa è ritornato il culto, ad essa venne collegato. Dell'antico convento rimangono le ali contigue al chiostro del secondo Quattrocento, su tre lati ad archi a tutto sesto, con l'ala contigua la chiesa caratterizzata da una loggia ad architravi. Una vera da pozzo del XVIII secolo è posta al centro del chiostro.
Il complesso ospita un centro internazionale per la pace, dedicato allo studio e ricerca. Da pochi anni sono terminati i lavori di recupero del complesso, ora con spazi dedicati ad esposizioni fotografiche, alla catechesi e la riapertura del patronato.
Ogni anno a maggio la comunità di Sant'Elena organizza nei pressi della chiesa una festa con lo scopo di raccogliere fondi per missioni umanitarie organizzate dai padri serviti.

Chiesa di Sant'Elena
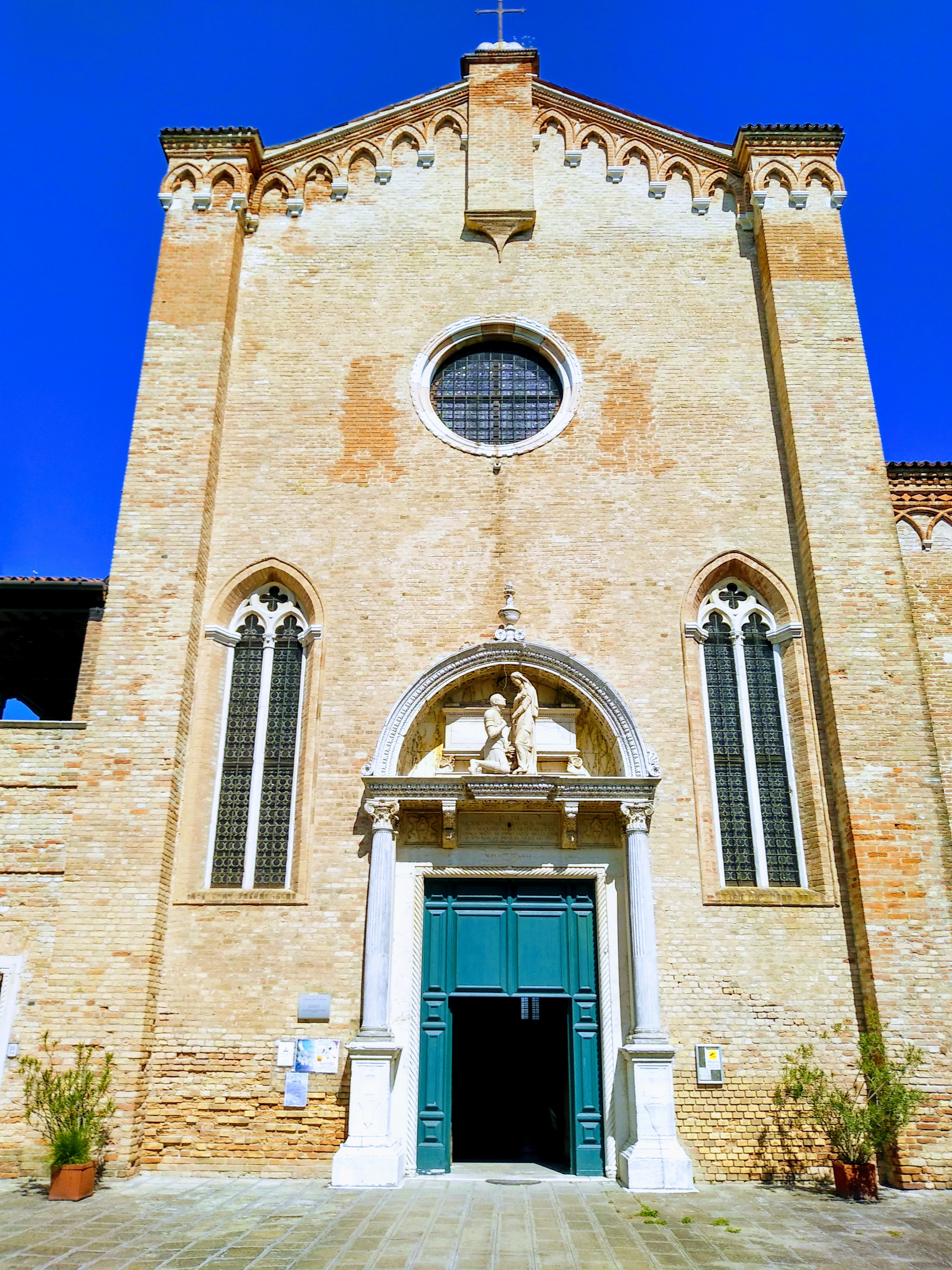
Facciata
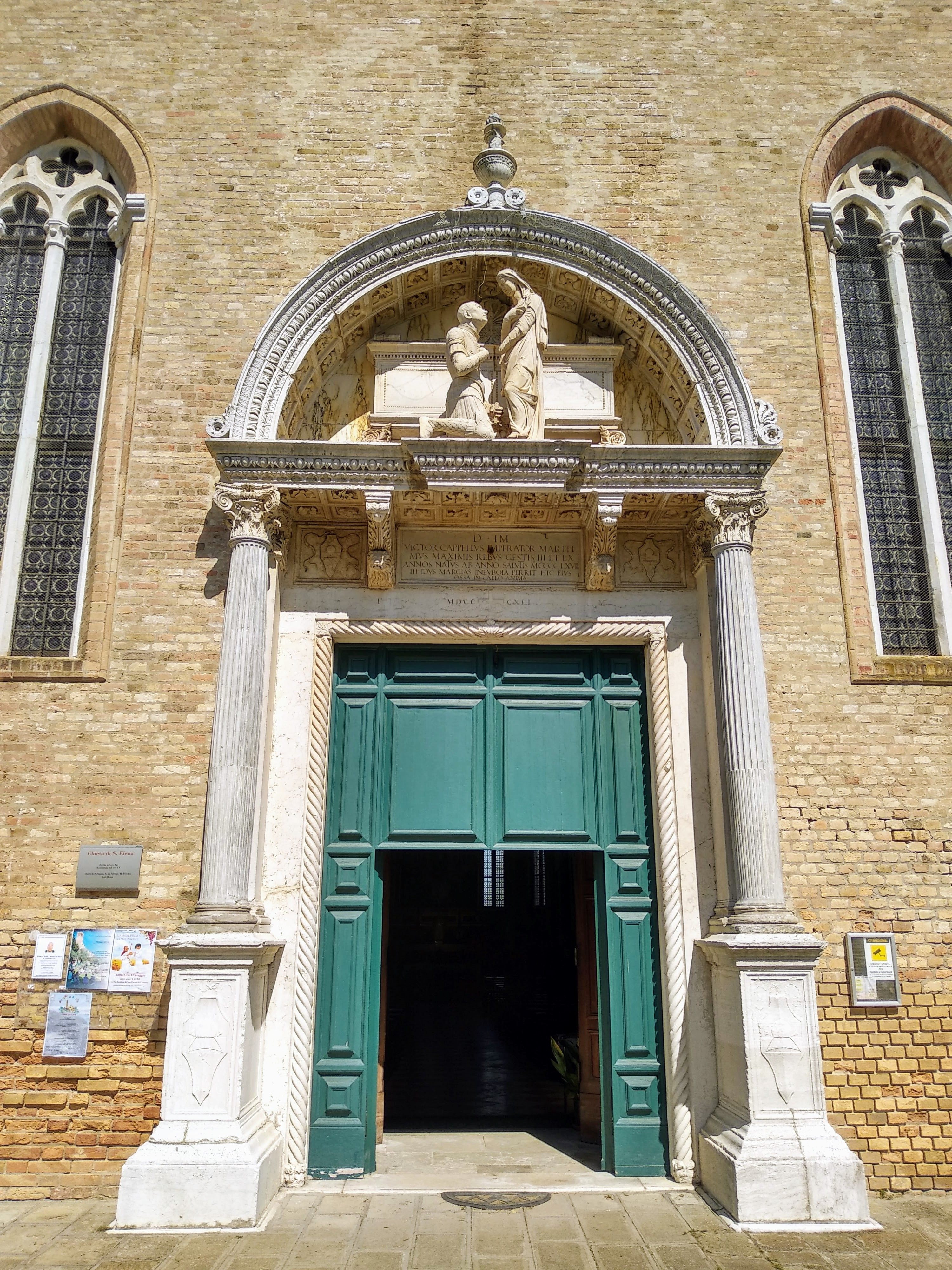
Ingresso
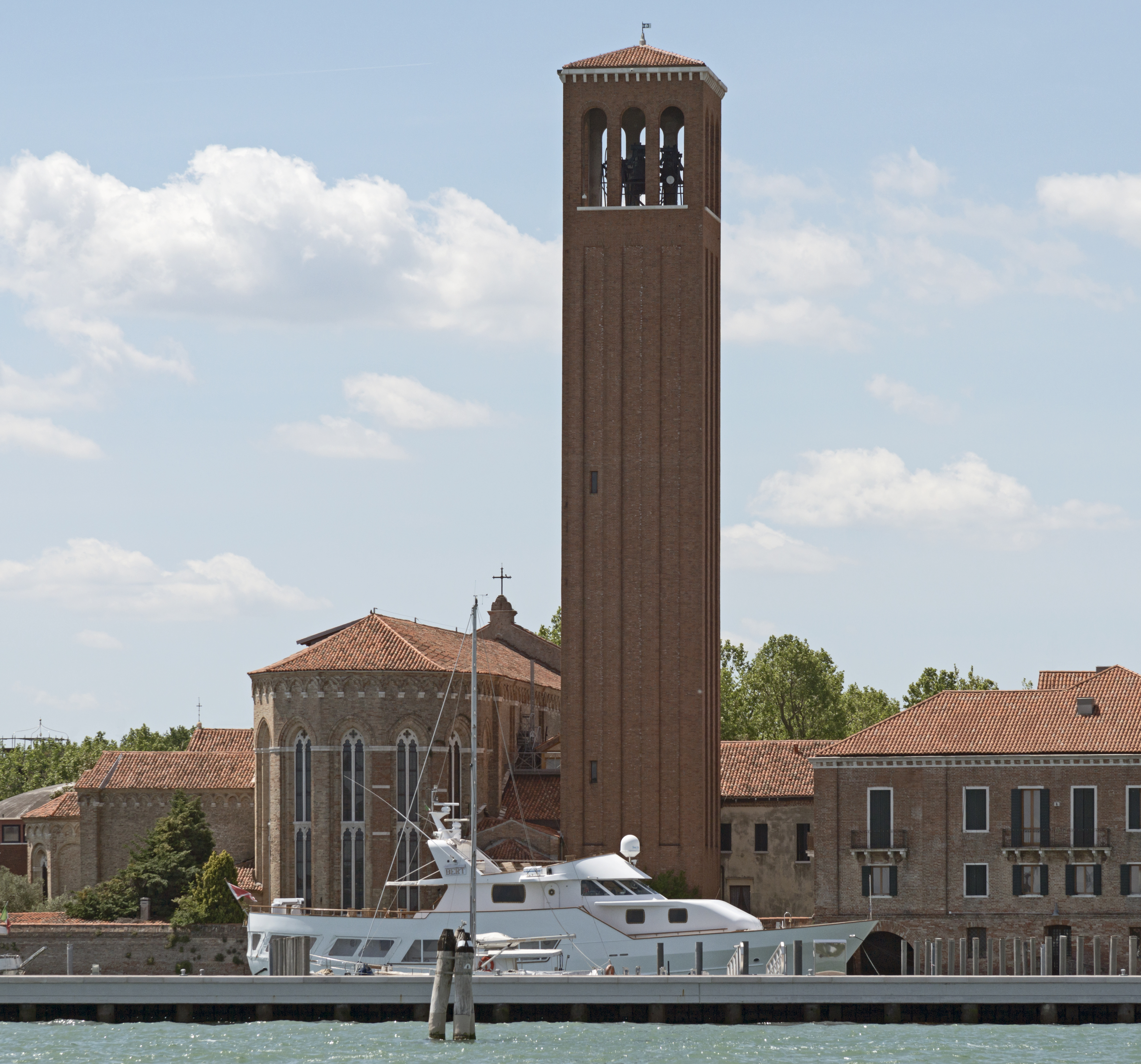
Abside e il campanile visti dalla laguna
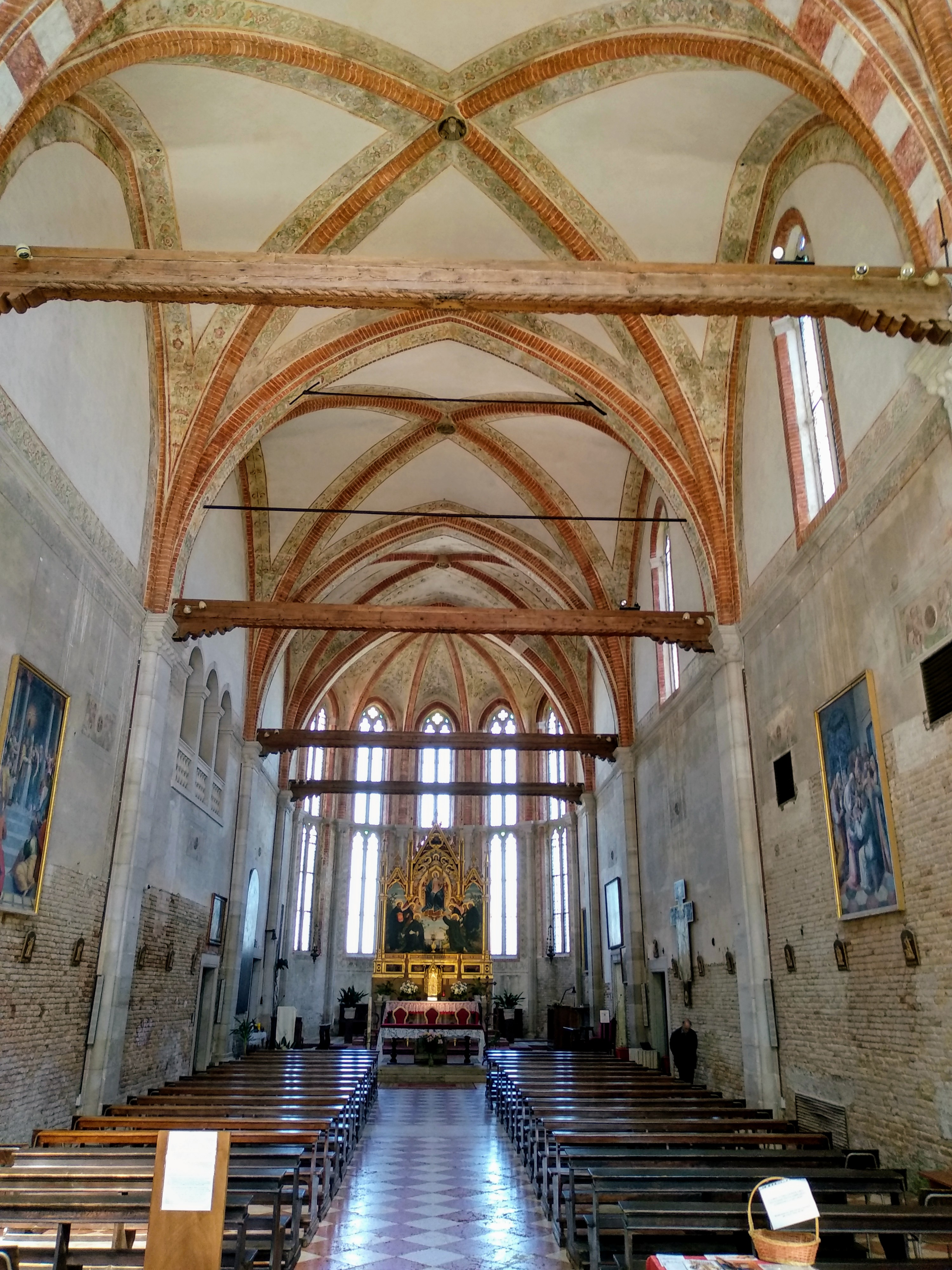
Interno
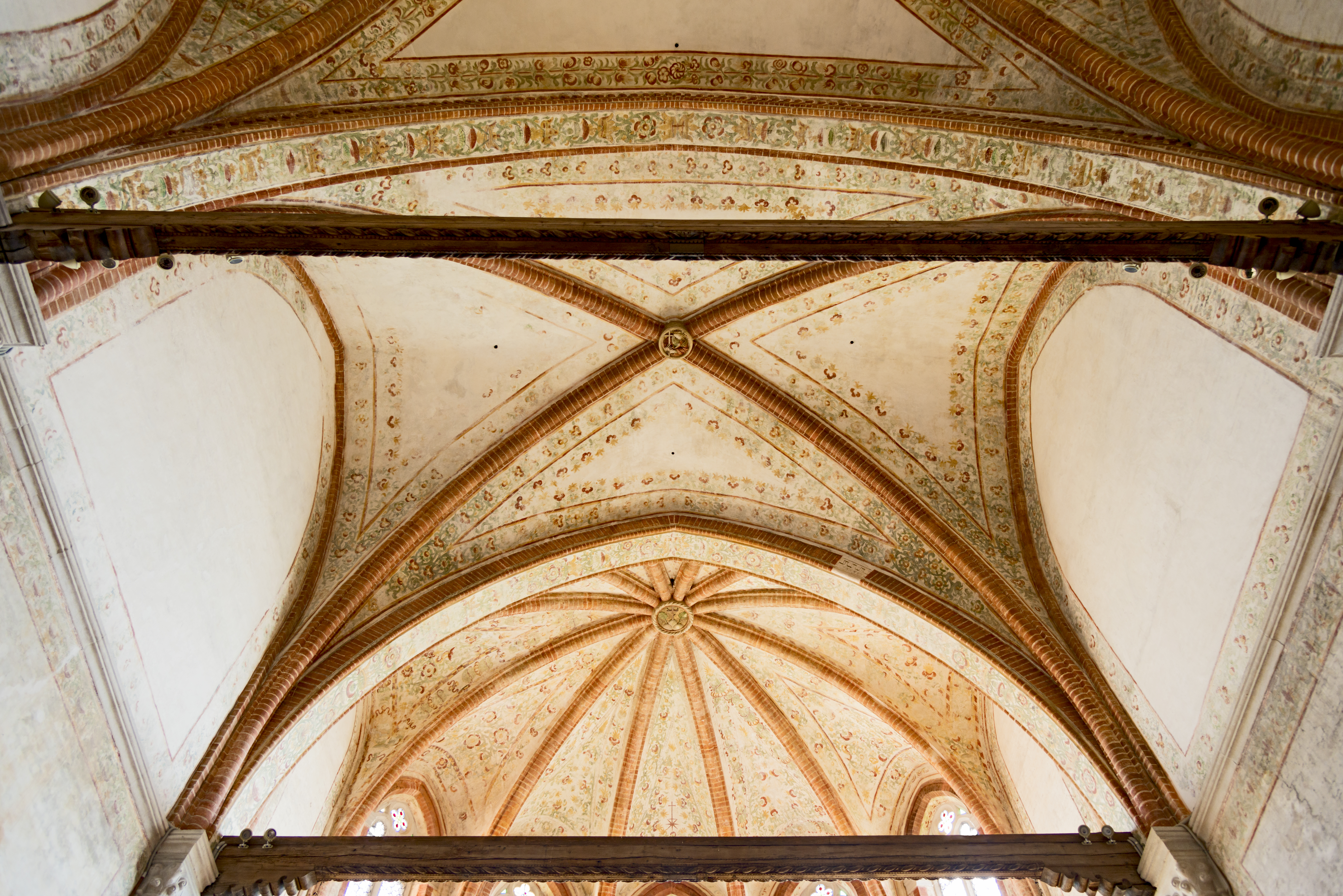
Soffitto della navata e del coro
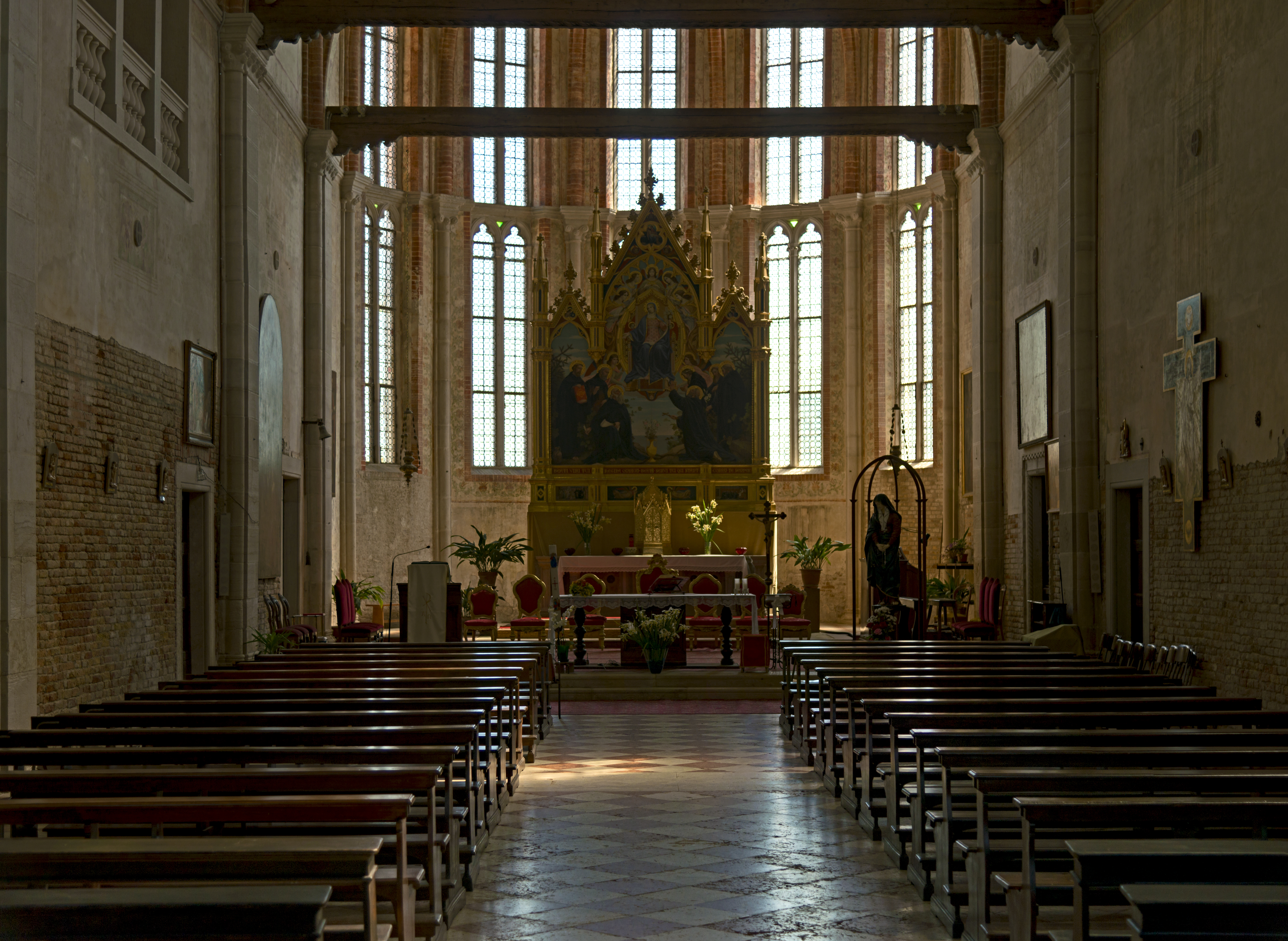
Interno della navata e il coro
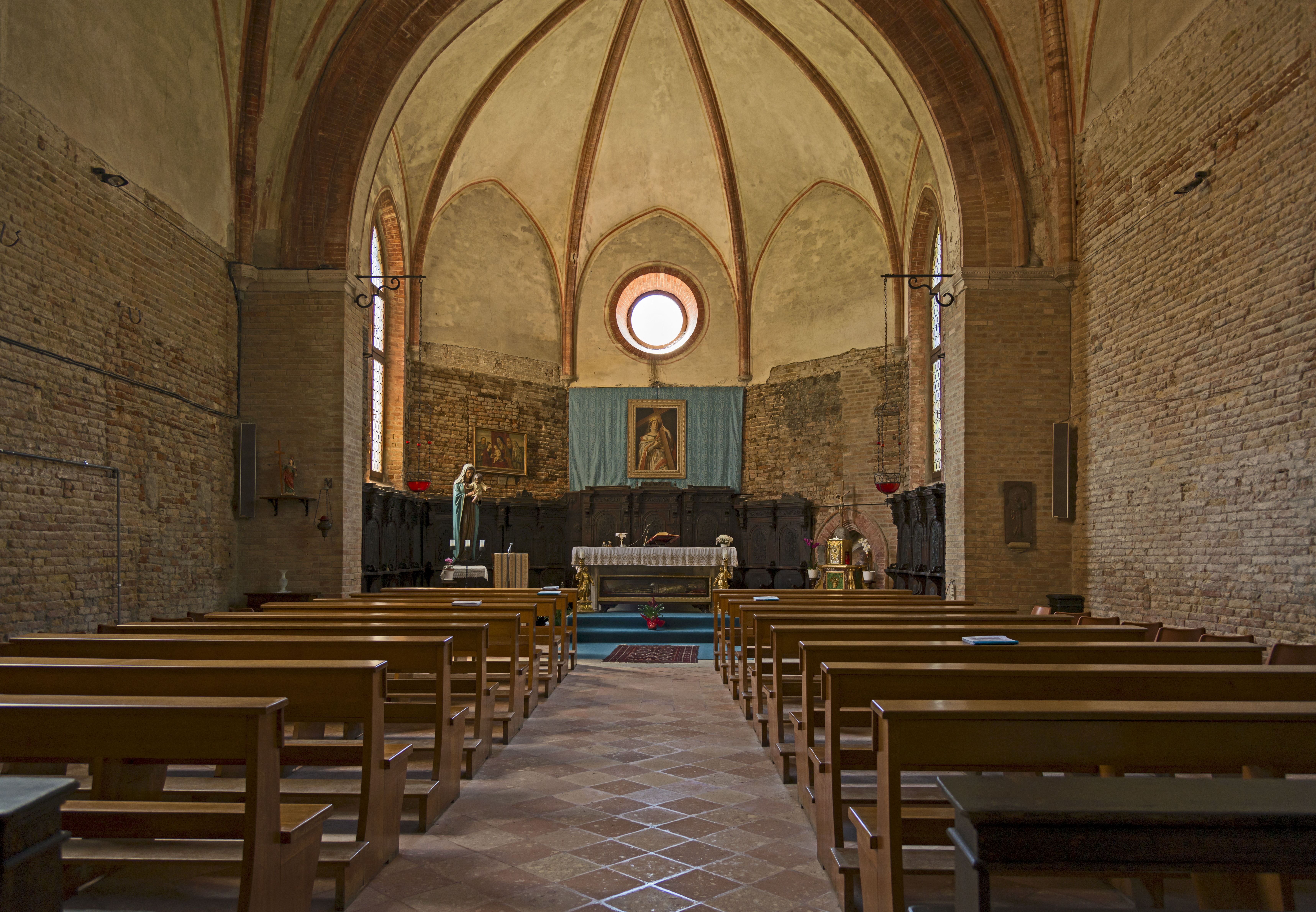
Cappella di Sant'Elena madre di Costantino il Grande
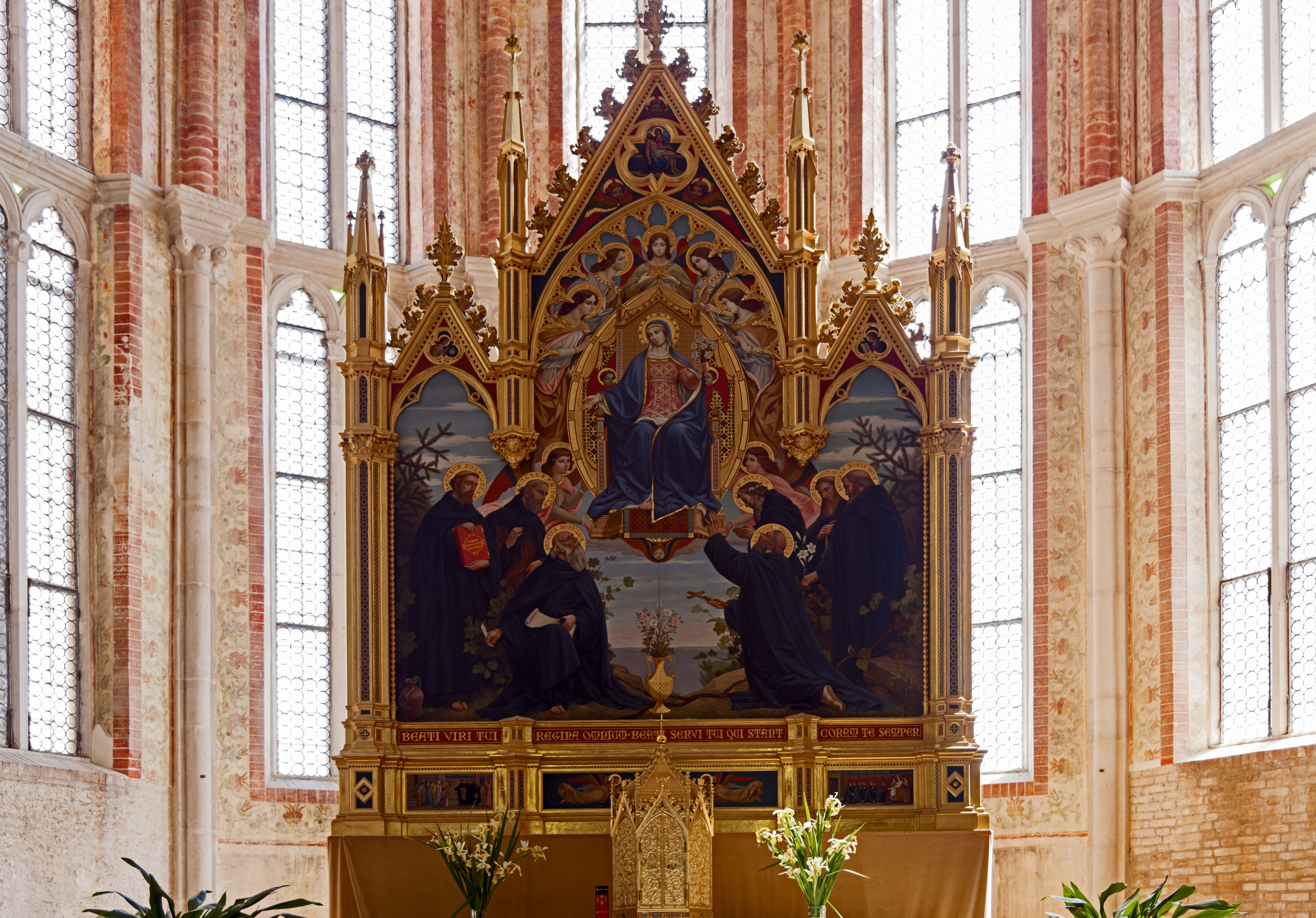
Pala d'altare
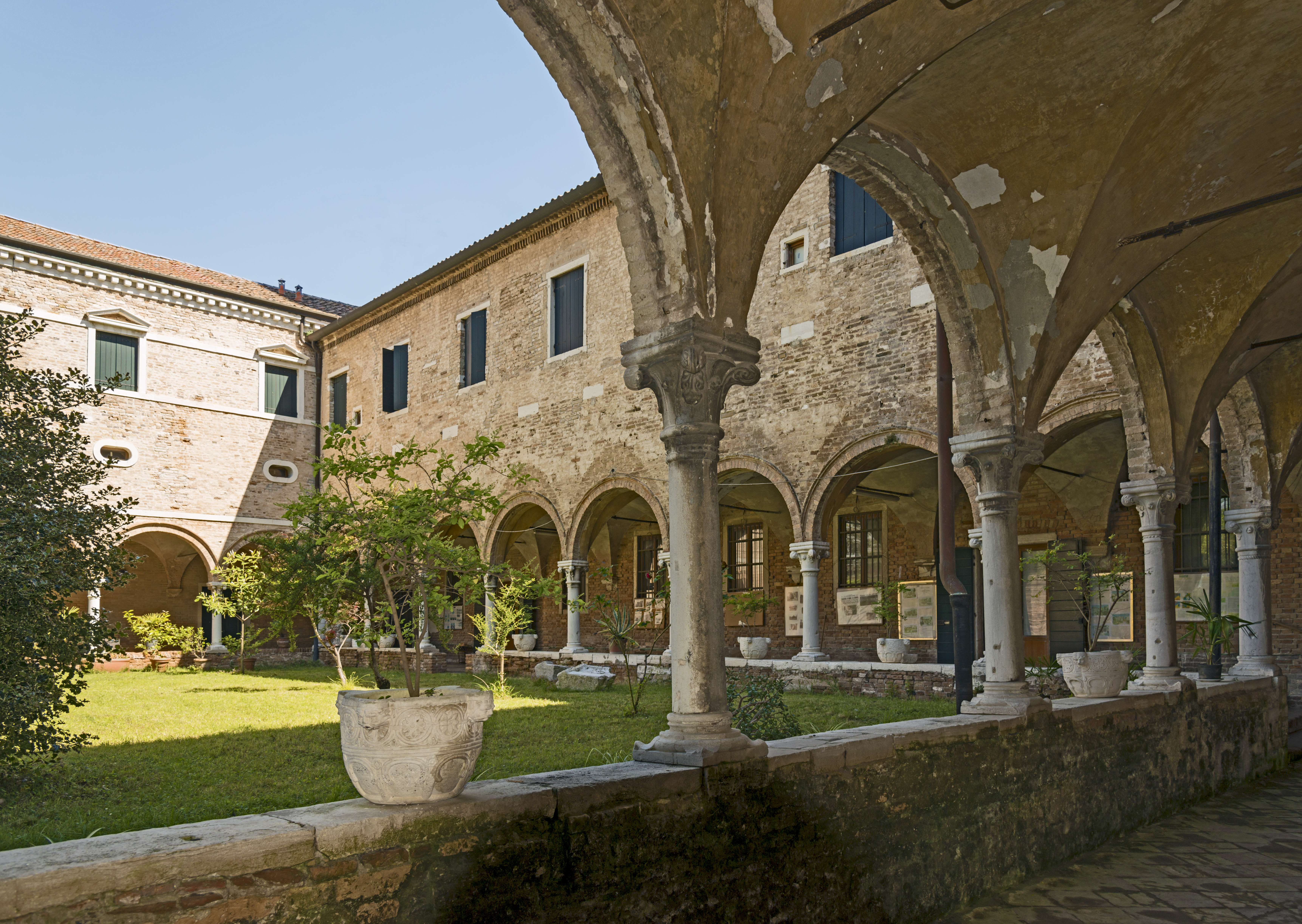
Chiostro